# Paraná virus
Paraná virus é um arenavirus do Novo Mundo encontrado em ratos Oryzomys buccinatus que existem no Paraguai, Brasil e Argentina. É similar a outros dez arenavirus classificados como complexo tacaribe(TCRV), mas não há casos registrados de transmissão de febre hemorrágica viral em humanos.